# HMS Janus (F53)
Pour les autres navires du même nom, voir HMS Janus.
Le HMS Janus est un destroyer de classe J en service dans la Royal Navy pendant la Seconde Guerre mondiale.

## Historique
Le 30 avril 1940, le sloop Bittern est pris pour un croiseur britannique et est gravement endommagé par les bombardiers allemands Junkers Ju 87 au large de Namsos, en Norvège. Il est sabordé peu après par le Janus. Le destroyer sert en mer du Nord jusqu'en mai 1940 au cours duquel il participe à plus de 20 escortes de convois. À partir de mai 1940, il rejoint la Méditerranée avec la 14e flottille de destroyers à Alexandrie. Le Janus participe à la bataille de Calabre en juillet 1940 et la bataille du cap Matapan en mars 1941.
Lors des combats de Syrie et du Liban, le Janus est mis hors de combat par le contre-torpilleur français Valmy et subira de longues réparations[réf. nécessaire].
Le 23 janvier 1944, le Janus est frappé par une bombe guidée Fritz X larguée par un bombardier allemand He 111, coulant en vingt minutes au large d'Anzio, dans l'ouest de l'Italie (selon une autre version, il fut coulé par une bombe Henschel Hs 293 ou une torpille conventionnelle). 80 membres d'équipage sont secourus par le HMS Laforey et des petites embarcations. 
Lors de sa dernière mission, le Janus tira pas moins de 500 salves de 4,7 pouces lors des deux premiers jours du débarquement en soutien des troupes alliées.
L'insigne du Janus est toujours exposé au Selborne Graving Dock (en) à Simon's Town.